# Alberto Mumic
Alberto Mumic (Barretos, 15 de Janeiro de 1912 - São Sebastião do Paraíso, 27 de julho de 1995) foi um empresário e político brasileiro.

## A família no Brasil
Seu pai, Sr. Carlos Mumic (1881-1943), nasceu no extinto Império Austro-Húngaro, onde hoje é a Eslovênica, na cidade de Selze/Selce, provincia de Trieste, comarca de Goritzia, migrando para o Brasil quando tinha 14 anos. Carlos teve vários ofícios até criar seu próprio negócio em 1918, o Curtume Paraisense, na cidade de São Sebastião do Paraíso, junto com os sócios Jorge Botero, italiano, e José Marinzeck, austríaco. A sociedade foi desfeita em 1922 e logo em seguida Carlos Mumic fundou o Curtume Santa Cruz Mumic.

## Carreira empresarial
Alberto e seus irmão trabalharam muito tempo no Curtume Santa Cruz Mumic. Quando Carlos Mumic morreu os filhos herdaram o Curtume Santa Cruz Mumic. Alberto e seus irmãos transformaram o Curtume Santa Cruz Mumic em um curtume moderno e próspero. O Curtume Santa Cruz Mumic funcionou até o começo dos anos 2000s. Devido à concorrência externa ele foi fechado em 2008 e seus bens leiloados em 2009.

## Carreira política
Na década de 60 a família Mumic era tradicionalmente aliada à UDN. Alberto Mumic, foi vereador São Sebastião do Paraíso, por dois períodos. Foi vereador entre 23/11/1947 a 31/1/1951 e depois entre 31/1/1951 a 31/1/1955 . Exerceu também o cargo de vice-prefeito entre 31/1/1959 e 31/1/1963, no mandato do então prefeito Manoel Palma Vieira, na cidade de São Sebastião do Paraíso. O prefeito Manoel Palma Vieira teve que se ausentar da prefeitura por motivos de saúde e então Alberto Mumic assumiu a prefeitura entre 30/5/1961 até 15/12/1962. Mais tarde recebeu o título de Cidadão honorário Paraisense em 26/11/1964. Alberto também está representado no Museum de São Sebastião do Paraíso nas peças 274 e 155

## Vida pessoal
Alberto casou-se com Ana do Nascimento Mumic, e com ela teve os seguintes filhos: Wagner Mumic, Wanda Mumic, Sueli Mumic, Claudio Mumic, Neusa Mumic Oliveira, Alberto Mumic Filho, e José Mumic.